# Сан-Джулиано-Мартире (титулярная диакония)
Титулярная диакония Сан-Джулиано-Мартире (лат. Diaconia Sancti Iuliani Martyris)— титулярная церковь была создана Папой Бенедиктом XVI 18 февраля 2012 года. Титулярная диакония принадлежит церкви Сан-Джулиано-Мартире, расположенной в зоне Рима Томба ди Нероне, на виа Кассья.

## Список кардиналов-дьяконов титулярной диаконии Сан-Джулиано-Мартире
- Карл Йозеф Беккер, S.J. — (18 февраля 2012 — 10 февраля 2015, до смерти);
- Кевин Фаррелл — (19 ноября 2016 — по настоящее время).